# Hekla
Hekla er en 1491 m høj islandsk vulkan, der ligger på koordinaterne 64.0° N, 19.7° W, i regionen Suðurland på den sydlige del af Island, ca. 110 km øst for Reykjavik. Fjeldet ligger i nærheden af det fredede område Landmannalaugar. Hekla er en kegleformet vulkan, en såkaldt stratovulkan. 
Hekla betyder på islandsk hætte eller hat og Heklas top er ofte indhyllet i et tykt lag skyer – en hætte. På dansk er ordet "Hekkenfeldt" afledt af "Heklafjeldet", så når man siger "skrub ad Hekkenfeldt til" siger man faktisk "skrub til Hekla". Ifølge folketroen var Hekla et sted hvor heksene mødtes med Fanden.
Den italienske munk Julius Cæsar Recuptus skriver i 1647, at Hekla er nedgangen til helvede, som Gud har ladet stå åben til skræk og advarsel for syndere. Vulkanerne på Island omtales ikke meget i sagaerne, da disse tekster hovedsagelig omhandler sociale forhold i Island. Det er uklart hvordan vikingerne forholdt sig til den islandske vulkanisme, men noget tyder på, at den indgår i ragnarokforestillingerne i eddadigtet Vølvens Spådom.
Den 14 km lange opstigning til toppen begynder ved Landmannaleið vest for Nýjahraun ved krateret Rauðaskál.

## Tidligere udbrud
Hekla er sammen med vulkanen Grímsvötn de mest aktive i Island.
Siden 1970 har Hekla haft udbrud med et regelmæssigt mellemrum på ca. 10 år. Det seneste udbrud var i februar 2000. 
Et typisk udbrud fra Hekla starter med et eksplosionsagtigt udbrud, der varer nogle få timer, derefter fortsætter vulkanen med at lække store mængder lava i op til flere uger. 
Hekla udbrud: 1104, 1158, 1206, 1222, 1300, 1341, 1389, 1510, 1597, 1636, 1693, 1766, 1845, 1947, 1970, 1980, 1991 og 2000.
Hekla gik i udbrud i 1947 efter 101 års pause . En askesøjle på 27 km rejste sig fra vulkanen, og først i april året efter stoppede lavastrømmen.